# Варя (станция метро)
«Ва́ря» — отменённая станция Нижегородского метрополитена. Должна была располагаться между проектируемой «Сормовской» и действующим «Буревестником» на Сормовско-Мещерской линии. По состоянию на 2022 год её строительство не имеет экономического обоснования в связи с прогнозами отсутствия нужного пассажиропотока из-за близости к станции «Буревестник», которая находится в 800 метрах от неё. Также на постройку «Вари» требуется примерно 8 млрд рублей.